# Temporada da Indy Racing League de 2001
Temporada da Indy Racing League de 2001 foi a sexta temporada da categoria, que começou no dia 18 de março e foi encerrado em 6 de outubro. O campeão foi o estadunidense Sam Hornish Jr. da equipe Panther Racing.

## Transmissão
Nos Estados Unidos a transmissão ficou a cargo da Rede ABC. No Brasil pela primeira vez o SporTV transmitiu a competição apenas na TV Paga com todas as provas ao vivo a partir de julho. A Band transmitiu as primeiras 4 etapas, abandonando a transmissão após a Indy 500. Com a demora das negociações da SporTV, por cerca de um mês não houve transmissões no Brasil.

## Calendário
| Prova | Nome da corrida                | Circuito                         | Local       | Data          |
| ----- | ------------------------------ | -------------------------------- | ----------- | ------------- |
| 1     | Pennzoil Copper World Indy 200 | Phoenix International Raceway    | Phoenix     | 18 de março   |
| 2     | Infiniti Grand Prix of Miami   | Homestead-Miami Speedway         | Homestead   | 8 de abril    |
| 3     | zMax 500                       | Atlanta Motor Speedway           | Hampton     | 28 de abril   |
| 4     | 85th Indianapolis 500          | Indianapolis Motor Speedway      | Speedway    | 27 de maio    |
| 5     | Casino Magic 500               | Texas Motor Speedway             | Fort Worth  | 9 de junho    |
| 6     | Radisson Indy 200              | Pikes Peak International Raceway | Fountain    | 17 de junho   |
| 7     | SunTrust Indy Challenge        | Richmond International Raceway   | Richmond    | 30 de junho   |
| 8     | Ameristar Casino Indy 200      | Kansas Speedway                  | Kansas City | 8 de julho    |
| 9     | Harrah's 200                   | Nashville Superspeedway          | Lebanon     | 21 de julho   |
| 10    | Belterra Resort Indy 300       | Kentucky Speedway                | Sparta      | 12 de agosto  |
| 11    | Gateway Indy 250               | Gateway International Raceway    | Madison     | 26 de agosto  |
| 12    | Delphi Indy 300                | Chicagoland Speedway             | Joliet      | 2 de setembro |
| 13    | Chevy 500                      | Texas Motor Speedway             | Fort Worth  | 6 de outubro  |

- Circuitos ovais
- Circuitos de rua temporários
- Circuitos mistos permanentes

## Pilotos e Equipes
| Equipe                   | Chassis | Motor             | Pneu | Nº | Pilotos               | Corridas  |
| ------------------------ | ------- | ----------------- | ---- | -- | --------------------- | --------- |
| A. J. Foyt Racing        | Dallara | Nissan Infiniti   | F    | 11 | Greg Ray              | 13        |
| A. J. Foyt Racing        | Dallara | Oldsmobile Aurora | F    | 11 | Donnie Beechler       | 7–12      |
| A. J. Foyt Racing        | Dallara | Oldsmobile Aurora | F    | 41 | Donnie Beechler       | 4         |
| A. J. Foyt Racing        | Dallara | Oldsmobile Aurora | F    | 14 | Eliseo Salazar        | Todas     |
| A. J. Foyt Racing        | Dallara | Oldsmobile Aurora | F    | 84 | Robby Gordon          | 4–6       |
| Beck Motorsports         | Dallara | Oldsmobile Aurora | F    | 98 | Billy Boat            | Todas     |
| Blueprint Racing         | G-Force | Oldsmobile Aurora | F    | 27 | John Hollansworth Jr. | 2         |
| Blueprint Racing         | G-Force | Oldsmobile Aurora | F    | 27 | Jim Guthrie           | 4         |
| Bradley Motorsports      | Dallara | Oldsmobile Aurora | F    | 12 | Buzz Calkins          | Todas     |
| Brayton Engineering      | Dallara | Oldsmobile Aurora | F    | 37 | Memo Gidley           | 4         |
| Brayton Engineering      | Dallara | Oldsmobile Aurora | F    | 61 | Steve Knapp           | 4         |
| Byrd Motorsports         | G-Force | Oldsmobile Aurora | F    | 77 | Jaques Lazier         | 4         |
| Cahill Racing            | Dallara | Oldsmobile Aurora | F    | 10 | Robby McGehee         | 1–5, 8–13 |
| Cahill Racing            | Dallara | Oldsmobile Aurora | F    | 11 | Jack Miller           | 3         |
| Cheever Racing           | Dallara | Nissan Infiniti   | F    | 32 | Scott Goodyear        | 4         |
| Cheever Racing           | Dallara | Nissan Infiniti   | F    | 51 | Eddie Cheever         | Todas     |
| Dick Simon Racing        | Dallara | Oldsmobile Aurora | F    | 7  | Stéphan Grégoire      | 1–3       |
| Dick Simon Racing        | Dallara | Oldsmobile Aurora | F    | 07 | Roberto Guerrero      | 4         |
| Dick Simon Racing        | G-Force | Oldsmobile Aurora | F    | 90 | Lyn St. James         | 4         |
| Dreyer & Reinbold Racing | G-Force | Nissan Infiniti   | F    | 24 | Robbie Buhl           | Todas     |
| Galles Racing            | G-Force | Oldsmobile Aurora | F    | 3  | Al Unser Jr.          | Todas     |
| Galles Racing            | G-Force | Oldsmobile Aurora | F    | 25 | Casey Mears (R)       | 4         |
| Galles Racing            | G-Force | Oldsmobile Aurora | F    | 31 | Casey Mears (R)       | 1–4       |
| Galles Racing            | G-Force | Oldsmobile Aurora | F    | 32 | Didier André (R)      | Todas     |
| Ganassi Racing           | G-Force | Oldsmobile Aurora | F    | 33 | Tony Stewart          | 4         |
| Ganassi Racing           | G-Force | Oldsmobile Aurora | F    | 44 | Jimmy Vasser          | 4         |
| Ganassi Racing           | G-Force | Oldsmobile Aurora | F    | 49 | Nicolas Minassian     | 4         |
| Ganassi Racing           | G-Force | Oldsmobile Aurora | F    | 50 | Bruno Junqueira       | 4         |
| Hemelgarn Racing         | Dallara | Oldsmobile Aurora | F    | 91 | Buddy Lazier          | Todas     |
| Hemelgarn Racing         | Dallara | Oldsmobile Aurora | F    | 92 | Chris Menninga (R)    | 11-13     |
| Hemelgarn Racing         | Dallara | Oldsmobile Aurora | F    | 92 | Stan Wattles          | 1-3       |
| Hemelgarn Racing         | Dallara | Oldsmobile Aurora | F    | 94 | Stan Wattles          | 4         |
| Heritage Motorsports     | G-Force | Nissan Infiniti   | F    | 35 | Jeff Ward             | 13        |
| Heritage Motorsports     | G-Force | Oldsmobile Aurora | F    | 35 | Jeff Ward             | 1-7, 9-12 |
| Heritage Motorsports     | G-Force | Oldsmobile Aurora | F    | 36 | Stéphan Grégoire      | 4         |
| Indy Regency Racing      | G-Force | Oldsmobile Aurora | F    | 16 | Cory Witherill (R)    | 3-4       |
| Kelley Racing            | Dallara | Oldsmobile Aurora | F    | 8  | Scott Sharp           | Todas     |
| Kelley Racing            | Dallara | Oldsmobile Aurora | F    | 28 | Mark Dismore          | Todas     |
| McCormack Motorsports    | G-Force | Oldsmobile Aurora | F    | 30 | Brandon Erwin (R)     | 1-3, 5    |
| McCormack Motorsports    | G-Force | Oldsmobile Aurora | F    | 30 | Jimmy Kite            | 4         |
| Mi-Jack Conquest Racing  | Dallara | Oldsmobile Aurora | F    | 34 | Laurent Rédon (R)     | 12-13     |
| Panther Racing           | Dallara | Oldsmobile Aurora | F    | 4  | Sam Hornish Jr.       | Todas     |
| PDM Racing               | Dallara | Oldsmobile Aurora | F    | 6  | Jeret Schroeder       | 5, 7      |
| PDM Racing               | Dallara | Oldsmobile Aurora | F    | 9  | Jeret Schroeder       | 1-4, 8    |
| Penske Racing            | Dallara | Oldsmobile Aurora | F    | 66 | Gil de Ferran         | 1, 4      |
| Penske Racing            | Dallara | Oldsmobile Aurora | F    | 68 | Hélio Castroneves     | 1, 4      |
| Racing Professionals     | G-Force | Oldsmobile Aurora | F    | 18 | Jon Herb (R)          | 12-13     |
| Sam Schmidt Racing       | G-Force | Oldsmobile Aurora | F    | 44 | Anthony Lazzaro (R)   | 11        |
| Sam Schmidt Racing       | G-Force | Oldsmobile Aurora | F    | 99 | Anthony Lazzaro (R)   | 13        |
| Sam Schmidt Racing       | Dallara | Oldsmobile Aurora | F    | 99 | Davey Hamilton        | 1-5       |
| Sam Schmidt Racing       | Dallara | Oldsmobile Aurora | F    | 99 | Richie Hearn          | 6, 12     |
| Sam Schmidt Racing       | Dallara | Oldsmobile Aurora | F    | 99 | Jaques Lazier         | 7-10      |
| Sam Schmidt Racing       | Dallara | Oldsmobile Aurora | F    | 99 | Alex Barron           | 11        |
| Team KOOL Green          | Dallara | Oldsmobile Aurora | F    | 39 | Michael Andretti      | 4         |
| Team Menard              | Dallara | Oldsmobile Aurora | F    | 2  | Greg Ray              | 1-10      |
| Team Menard              | Dallara | Oldsmobile Aurora | F    | 2  | Jaques Lazier         | 11-13     |
| TeamXtreme Racing        | G-Force | Oldsmobile Aurora | F    | 77 | Jaques Lazier         | 5-6       |
| TeamXtreme Racing        | G-Force | Oldsmobile Aurora | F    | 88 | Airton Daré           | Todas     |
| Treadway/Hubbard Racing  | G-Force | Oldsmobile Aurora | F    | 5  | Arie Luyendyk         | 4         |
| Treadway/Hubbard Racing  | G-Force | Oldsmobile Aurora | F    | 5  | Rick Treadway (R)     | 10, 12-13 |
| Treadway/Hubbard Racing  | G-Force | Oldsmobile Aurora | F    | 21 | Felipe Giaffone (R)   | Todas     |
| Treadway/Hubbard Racing  | G-Force | Oldsmobile Aurora | F    | 21 | Raul Boesel           | 4         |
| Tri-Star Motorsports     | Dallara | Oldsmobile Aurora | F    | 6  | Jon Herb (R)          | 2-4, 8    |
| Tri-Star Motorsports     | Dallara | Oldsmobile Aurora | F    | 6  | Tyce Carlson          | 10, 12-13 |
| Tri-Star Motorsports     | Dallara | Oldsmobile Aurora | F    | 60 | Tyce Carlson          | 4         |
| Vertex-Cunningham Racing | G-Force | Oldsmobile Aurora | F    | 55 | Shigeaki Hattori      | Todas     |
| Walker Racing            | Dallara | Oldsmobile Aurora | F    | 15 | Sarah Fisher          | Todas     |
| Zali Racing              | G-Force | Oldsmobile Aurora | F    | 81 | Billy Roe             | 5-13      |
| Zali Racing              | G-Force | Oldsmobile Aurora | F    | 81 | John Paul Jr.         | 4         |

- (R) - Rookie
- Pilotos que disputaram todas as corridas
- Pilotos que disputaram parcialmente a temporada
- Corridas em que o piloto não se qualificou

## Resultados
| #  | Corrida      | Pole Position    | Líder por mais voltas | Vencedor          | Equipe    | Descrição |
| -- | ------------ | ---------------- | --------------------- | ----------------- | --------- | --------- |
| 1  | Phoenix      | Greg Ray         | Sam Hornish, Jr.      | Sam Hornish, Jr.  | Panther   | Descrição |
| 2  | Miami        | Jeff Ward        | Sam Hornish, Jr.      | Sam Hornish, Jr.  | Panther   | Descrição |
| 3  | Atlanta      | Greg Ray         | Greg Ray              | Greg Ray          | Menard    | Descrição |
| 4  | Indianápolis | Scott Sharp      | Hélio Castroneves     | Hélio Castroneves | Penske    | Descrição |
| 5  | Texas 1      | Mark Dismore     | Greg Ray              | Scott Sharp       | Kelley    | Descrição |
| 6  | Colorado     | Greg Ray         | Sam Hornish, Jr.      | Buddy Lazier      | Hemelgarn | Descrição |
| 7  | Richmond     | Jaques Lazier    | Buddy Lazier          | Buddy Lazier      | Hemelgarn | Descrição |
| 8  | Kansas       | Scott Sharp      | Eddie Cheever         | Eddie Cheever     | Cheever   | Descrição |
| 9  | Nashville    | Greg Ray         | Sam Hornish, Jr.      | Buddy Lazier      | Hemelgarn | Descrição |
| 10 | Kentucky     | Scott Sharp      | Scott Sharp           | Buddy Lazier      | Hemelgarn | Descrição |
| 11 | Gateway      | Sam Hornish, Jr. | Sam Hornish, Jr.      | Al Unser, Jr.     | Galles    | Descrição |
| 12 | Chicago      | Jaques Lazier    | Jaques Lazier         | Jaques Lazier     | Menard    | Descrição |
| 13 | Texas 2      | Sam Hornish, Jr. | Sam Hornish, Jr.      | Sam Hornish, Jr.  | Panther   | Descrição |

## Pontuação
| Pos | Piloto           | PHO | HOM | ATL | IND   | TX1 | COL | RIC | KAN | NAS | KEN | GAT | CHI | TX2 | Pts |
| --- | ---------------- | --- | --- | --- | ----- | --- | --- | --- | --- | --- | --- | --- | --- | --- | --- |
| 1   | Hornish Jr.      | 1   | 1   | 4   | 14    | 3   | 2   | 2   | 2   | 6   | 3   | 3   | 2   | 1   | 503 |
| 2   | B. Lazier        | 3   | 20  | 6   | 18    | 4   | 1   | 1   | 5   | 1   | 1   | 13  | 11  | 17  | 398 |
| 3   | Sharp            | 4   | 8   | 2   | 33    | 1   | 8   | 5   | 17  | 5   | 2   | 8   | 25  | 2   | 355 |
| 4   | Boat             | 5   | 13  | 14  | 9     | 5   | 4   | 18  | 9   | 2   | 6   | 6   | 12  | 12  | 313 |
| 5   | Salazar          | 2   | 3   | 5   | 7     | 7   | 14  | 12  | 7   | 11  | 15  | 17  | 18  | 4   | 308 |
| 6   | Giaffone         | 6   | 4   | 10  | 10[1] | 2   | 7   | 11  | 4   | 8   | 8   | 20  | 10  | 21  | 304 |
| 7   | Unser Jr.        | 23  | 6   | 17  | 30    | 8   | 11  | 3   | 20  | 14  | 4   | 1   | 8   | 6   | 287 |
| 8   | Cheever          | 19  | 9   | 24  | 26    | 12  | 6   | 13  | 1   | 15  | 21  | 4   | 3   | 18  | 261 |
| 9   | Calkins          | 9   | 16  | 3   | 12    | 15  | 15  | 10  | 13  | 9   | 16  | 22  | 9   | 10  | 242 |
| 10  | Daré             | 13  | 23  | 9   | 8     | 19  | 5   | 15  | 6   | 17  | 20  | 9   | 19  | 7   | 239 |
| 11  | Ward             | 7   | 5   | 7   | 24    | 16  | 12  | 8   | Wth | 20  | 10  | 7   | 4   | 24  | 238 |
| 12  | Buhl             | 11  | 24  | 20  | 15    | 21  | 3   | 9   | 21  | 13  | 9   | 5   | 22  | 3   | 237 |
| 13  | Hattori          | 13  | 15  | 8   | NQ    | 10  | NL  | 14  | 8   | 7   | 7   | 15  | 21  | 16  | 215 |
| 14  | Dismore          | 25  | 7   | 26  | 16    | 10  | 13  | 6   | 11  | 16  | 22  | 2   | 17  | 23  | 205 |
| 15  | Beechler         |     |     |     | 25    | 6   | 16  | 7   | 3   | 10  | 5   | 14  | 5   |     | 204 |
| 16  | McGehee          | 8   | 12  | 21  | 11    | 14  |     |     | 10  | 4   | 18  | 10  | 20  | 14  | 196 |
| 17  | J. Lazier        |     |     |     | 22    | 9   | 17  | 19  | 18  | 3   | 12  | 16  | 1   | 20  | 195 |
| 18  | Ray              | 22  | 21  | 1   | 17    | 11  | 18  | NL  | 14  | 18  | 13  |     |     | 8   | 193 |
| 19  | Fisher           | 17  | 2   | 11  | 31    | 18  | 10  | 17  | 12  | 19  | 19  | 11  | 24  | 25  | 188 |
| 19  | André            | 27  | 10  | 13  | NQ    | 17  | 19  | 4   | 16  | 21  | 11  | 12  | 13  | 15  | 188 |
| 21  | Roe              |     |     |     |       | 13  | 20  | 20  | 22  | 12  | 14  | 23  | 23  | 22  | 101 |
| 22  | Schroeder        | 26  | 14  | 19  | 20    | 23  |     | 16  | 15  |     |     |     |     |     | 77  |
| 23  | Herb             |     | 25  | 16  | 27    |     |     |     | 19  |     |     |     | 15  | 9   | 70  |
| 24  | Castroneves      | 18  |     |     | 1     |     |     |     |     |     |     |     |     |     | 64  |
| 25  | Treadway         |     |     |     |       |     |     |     |     |     | 17  |     | 14  | 5   | 59  |
| 26  | Hamilton         | 12  | 19  | 17  | 23    | 24  |     |     |     |     |     |     |     |     | 54  |
| 27  | Hearn            |     |     |     | NQ    |     | 9   |     |     |     |     |     | 6   |     | 50  |
| 28  | de Ferran        | 24  |     |     | 2     |     |     |     |     |     |     |     |     |     | 46  |
| 29  | Rédon            |     |     |     |       |     |     |     |     |     |     |     | 7   | 11  | 45  |
| 30  | Erwin            | 14  | 17  | 27  | NQ    | 22  |     |     |     |     |     |     |     |     | 40  |
| 31  | Mears            | 20  | 11  | 23  | NQ    |     |     |     |     |     |     |     |     |     | 36  |
| 31  | Wattles          | 16  | 26  | 12  | NQ    |     |     |     |     |     |     |     |     |     | 36  |
| 31  | Menninga         |     |     |     |       |     |     |     |     |     |     | 19  | 16  | 19  | 36  |
| 34  | Mi. Andretti     |     |     |     | 3     |     |     |     |     |     |     |     |     |     | 35  |
| 35  | Grégoire         | 21  | 22  | 15  | 28    |     |     |     |     |     |     |     |     |     | 34  |
| 36  | Vasser           |     |     |     | 4     |     |     |     |     |     |     |     |     |     | 32  |
| 37  | Junqueira        |     |     |     | 5     |     |     |     |     |     |     |     |     |     | 30  |
| 38  | Lazzaro          |     |     |     |       |     |     |     |     |     |     | 18  |     | 13  | 29  |
| 39  | Stewart          |     |     |     | 6     |     |     |     |     |     |     |     |     |     | 28  |
| 40  | Witherill        |     |     | 22  | 19    |     |     |     |     |     |     |     |     |     | 19  |
| 41  | Luyendyk         |     |     |     | 13    |     |     |     |     |     |     |     |     |     | 17  |
| 42  | Carlson          | 15  |     |     | NQ    |     |     |     |     |     |     |     |     |     | 15  |
| 43  | Hollansworth Jr. |     | 18  |     |       |     |     |     |     |     |     |     |     |     | 12  |
| 44  | Barron           |     |     |     |       |     |     |     |     |     |     | 21  |     |     | 9   |
| 44  | Gordon           |     |     |     | 21    |     |     |     |     |     |     |     |     |     | 9   |
| 46  | Miller           |     |     | 25  |       |     |     |     |     |     |     |     |     |     | 5   |
| 47  | Minassian        |     |     |     | 29    |     |     |     |     |     |     |     |     |     | 1   |
| 47  | Goodyear         |     |     |     | 32    |     |     |     |     |     |     |     |     |     | 1   |
| —   | Boesel           |     |     |     | NL[1] |     |     |     |     |     |     |     |     |     | 0   |
| —   | Gidley           |     |     |     | NQ    |     |     |     |     |     |     |     |     |     | 0   |
| —   | Guerrero         |     |     |     | NQ    |     |     |     |     |     |     |     |     |     | 0   |
| —   | Guthrie          |     |     |     | NQ    |     |     |     |     |     |     |     |     |     | 0   |
| —   | Kite             |     |     |     | NQ    |     |     |     |     |     |     |     |     |     | 0   |
| —   | Knapp            |     |     |     | NQ    |     |     |     |     |     |     |     |     |     | 0   |
| —   | Paul Jr.         |     |     |     | NQ    |     |     |     |     |     |     |     |     |     | 0   |
| —   | St. James        |     |     |     | NQ[2] |     |     |     |     |     |     |     |     |     | 0   |
| Pos | Piloto           | PHO | HOM | ATL | IND   | TX1 | COL | RIC | KAN | NAS | KEN | GAT | CHI | TX2 | Pts |

| Cor           | Resultado             |
| ------------- | --------------------- |
| Ouro          | Vencedor              |
| Prata         | 2º lugar              |
| Bronze        | 3º lugar              |
| Verde         | 4º ao 5º lugar        |
| Azul          | 6º ao 10º lugar       |
| Roxo          | 11º lugar em diante   |
| Púrpura       | Não terminou          |
| Vermelho      | Não classificado (NQ) |
| Preto         | Desclassificado (DSQ) |
| Branco        | Não começou (NL)      |
| Marrom        | Substituído (S)       |
| Azul claro    | Apenas treino (AT)    |
| Sem cor       | Não participou        |
| Sem cor       | Lesionado (LES)       |
| Sem cor       | Excluído (EX)         |
|               |                       |
| Negrito       | Pole-position         |
| Itálico       | Líder por mais voltas |
| Rookie do ano |                       |
| Rookie        |                       |

Pontuação por prova
| Posição | 1  | 2  | 3  | 4  | 5  | 6  | 7  | 8  | 9  | 10 | 11 | 12 | 13 | 14 | 15 | 16 | 17 | 18 | 19 | 20 | 21 | 22 | 23 | 24 | 25 | 26 | 27 | 28 | 29 | 30 | 31 | 32 | 33 | VL |
| ------- | -- | -- | -- | -- | -- | -- | -- | -- | -- | -- | -- | -- | -- | -- | -- | -- | -- | -- | -- | -- | -- | -- | -- | -- | -- | -- | -- | -- | -- | -- | -- | -- | -- | -- |
| Pontos  | 50 | 40 | 35 | 32 | 30 | 28 | 26 | 24 | 22 | 20 | 19 | 18 | 17 | 16 | 15 | 14 | 13 | 12 | 11 | 10 | 9  | 8  | 7  | 6  | 5  | 4  | 3  | 2  | 1  | 1  | 1  | 1  | 1  | 2  |

- 1 ^ Raul Boesel se qualificou, porém a equipe decidiu passar o carro para Felipe Giaffone.[1]
- 2 ^ Lyn St. James se aposentou.[1]